# Берман, Карл (младший)
Карл Берман-младший (нем. Carl Bärmann; 9 июля 1839, Мюнхен — 17 января 1913, Ньютон, штат Массачусетс) — немецкий пианист и композитор, музыкальный педагог. Сын кларнетиста Карла Бермана (который в старых источниках также называется младшим — по отношению к своему отцу Генриху Берману).

## Биография
Начал учиться музыке у Франца Хаузера. Затем изучал в Мюнхенской консерватории фортепиано у Кристиана Ваннера и Ю. Э. Леонхарда, композицию у Петера Корнелиуса и Франца Лахнера, позднее совершенствовался как пианист под руководством Ференца Листа.
Дебютировал как пианист в 1854 г. в концерте своего отца исполнением 1-го фортепианного концерта Мендельсона. Дебют в США состоялся 22 декабря 1881 г. в Бостонском филармоническом обществе; концертировал также в Нью-Йорке, Филадельфии, Цинциннати и др.
С 1867 г. по приглашению Ганса фон Бюлова преподавал в Мюнхенской консерватории (с 1876 г. профессор), его учениками были Людвиг Тюйе, Лотар Кемптер, Филипп Вольфрум и другие. С 1881 г. жил, концертировал и преподавал в США, с 1897 г. — в Консерватории Новой Англии, здесь у него учились, в частности, Эми Бич, Фредерик Конверс, Ли Марион Паттисон. Автор ряда сочинений, среди которых выделяются Торжественный марш для оркестра, 12 этюдов Op. 4 (1877) и Патетический полонез для фортепиано.

### Семья
Жена (с 1864) — Беатрис фон Дессауэр (нем. Beatrice von Dessauer).